# Jokerman (Bob Dylan)
Bird fly high by the light of the moon

Oh Jokerman»
uccello vola alto alla luce della luna

Oh buffone»
(Jokerman, Bob Dylan)
Jokerman è un brano musicale del cantautore statunitense Bob Dylan incluso nel suo album Infidels del 1983, e pubblicato come secondo singolo estratto da esso.

## Il brano
Dylan scrisse la canzone durante le sessioni di lavorazione per l'album Infidels negli studi Power Station di New York nell'aprile-maggio 1983, accompagnato da Mark Knopfler alla chitarra, Alan Clark alla tastiera, e Sly Dunbar & Robbie Shakespeare, membri del gruppo giamaicano Sly and Robbie, alla batteria e al basso.
Secondo alcune interpretazioni, il "jokerman" citato nella canzone sarebbe un riferimento a Gesù Cristo, e al fatto che venne visto come un buffone, un pazzo e un impostore all'epoca del suo avvento. Il verso iniziale del brano allude alla sua nascita e l'ultimo verso indica il conflitto finale in atto ai nostri giorni, dove ogni singola persona che vive in quest'epoca è, per forza di cose, un infedele. Nessuno nasce con la fede nella salvezza.
La Columbia pubblicò la canzone come secondo singolo estratto dal disco. In marzo, Dylan girò un videoclip per la canzone, prodotto da "Ratso" Sloman e diretto da George Lois. Per il video, Lois ebbe l'idea di inframezzare primi piani del volto di Dylan con immagini tratte dalla storia dell'arte, come il Giardino delle delizie di Bosch, il Cristo morto di Andrea Mantegna e 3 maggio 1808 di Francisco de Goya, tra gli altri.
La B-side del singolo era una versione dal vivo della canzone Isis registrata durante la tournée Rolling Thunder Revue il 4 dicembre 1975 a Montréal, in Canada. A differenza di Sweetheart Like You, il singolo precedente, che aveva raggiunto la posizione numero 55 della classifica statunitense Billboard Hot 100, Jokerman non riuscì ad entrare in classifica.
Jokerman è stata inclusa nella versione estesa della raccolta Dylan del 2007, e nella compilation Bob Dylan's Greatest Hits Volume 3 (1994).

## Tracce singolo
Columbia – 38-04425
Testi e musiche di Bob Dylan.
1. Jokerman – 4:05
2. Isis (Live) – 5:19

## Formazione
- Bob Dylan: voce, chitarra, armonica a bocca
- Sly Dunbar: batteria, percussioni
- Robbie Shakespeare: basso
- Mick Taylor: chitarra
- Mark Knopfler: chitarra
- Alan Clark: tastiera